# Karim Aïnouz
Karim Aïnouz est un réalisateur et artiste visuel brésilien, né le 17 janvier 1966 à Fortaleza.

## Biographie
Il descend d'une famille d'origine kabyle du village de Taguemount-Azouz, dans le département de Tizi-ouzou en Algérie. En 1988, il commence à perdre la vue à cause d'une maladie héréditaire, il compense par la photographie et le cinéma. Après des études d'architecture à Brasilia, Karim Aïnouz suit une formation en théorie du cinéma à l'université de New York (NYU). De l'architecture à la peinture en passant par la photographie, Karim Aïnouz se spécialise dans le cinéma expérimental.
Il évolue au début des années 1990 dans le milieu du cinéma américain. Il commence en travaillant pour le réalisateur Todd Haynes sur son film Poison (1991), d'abord comme assistant de casting puis comme assistant monteur. Il travaillera aussi sur deux films : Swoon (1992) de Tom Kalin et Postcards from America (1993) de Steve McLean.
C'est aussi à cette période que Karim Aïnouz commence le tournage de ses deux premiers courts-métrages comme réalisateur : O Preso (1992) et Seams (tourné en 1990 et complété en 1993). Seams est un mélange entre le journal intime et le documentaire, utilisant le Super 8 et le VHS. Le documentaire reçoit notamment le prix de meilleur court-métrage au Atlanta Film Festival (en) (1994) et à celui du Ann Arbor Film Festival dans le Michigan (1994).
Il tourne ensuite Paixão Nacional (1994) et Hiç Habitat Felicitas (1996).
Son premier long-métrage Madame Satã (2002) est sélectionné au Certain regard au Festival de Cannes et reçoit de multiples récompenses à travers le monde.

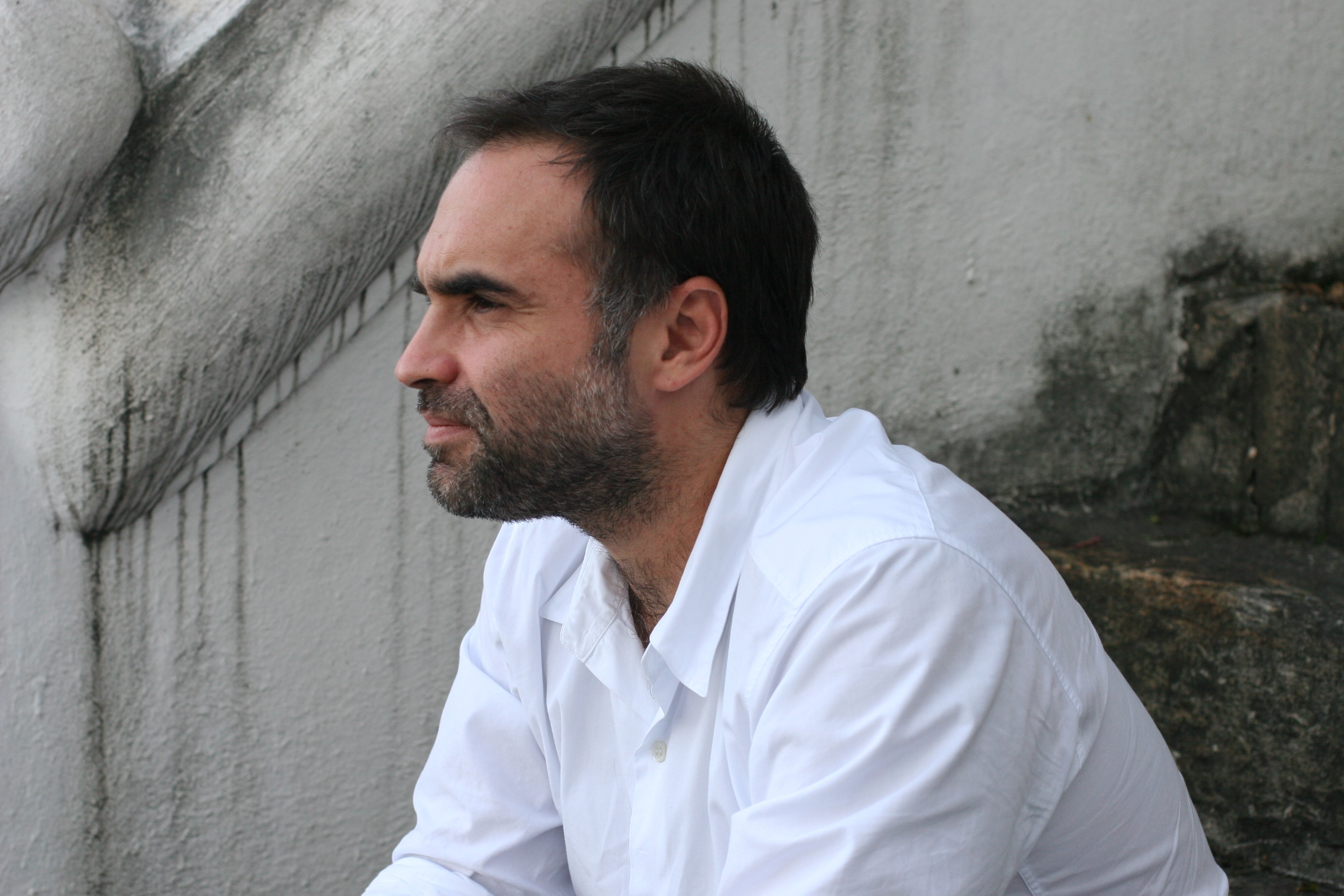
Karim Ainouz en 2005.

Le Ciel de Suely (2006) ainsi que Viajo porque Preciso, Volto porque Te Amo, co-réalisé avec Marcelo Gomes (2009), sont invités à la section Orizzonti à la Biennale de Venise et remportent des prix internationaux.
En 2008 Karim Aïnouz réalise Alice, une série de treize épisodes pour HBO Amérique latine.
La Falaise argentée (2011) est présenté à la Quinzaine des réalisateurs à Cannes et gagne le prix de meilleur réalisateur au Festival international du film de Rio de Janeiro.
Il réalise aussi le film Sonnenallee (2011) pour la biennale de Sarjah.
Il est scénariste d’Avril brisé (2001) de Walter Salles mais aussi de Cinéma, aspirine et vautours (en) (2005) de Marcelo Gomes et est coscénariste de Bahia, ville basse (2005) de Sérgio Machado.
Ses installations sont exposées dans différentes manifestations comme la biennale du Whitney Museum of American Art (1997), la biennale d'art de São Paulo (2004) et la biennale de Sharjah (2011). Il a aussi collaboré avec Olafur Eliasson pour son installation vidéo Your Empathic City pour Videobrasil Festival. Il en fera un documentaire, Domingo, projeté au Festival du film international de Rio en 2014.
Karim Aïnouz est invité en 2012 à diriger un des courts-métrages du projet Destricted.br en 2012 avec Adriana Varejão, Janaína Tschäpe (en), Julião Sarmento, Lula Buarque de Hollanda, Marcos Chaves (en) et Miguel Rio Branco. Ce projet est sur le modèle du projet Destricted de Larry Clark.
En 2012 il est invité pour être membre du jury au Festival de Cannes pour la Cinéfondation et pour la Palme d'or du court métrage. En 2014, il est président du jury pour le Festival international du film de Rio et pour le Heiner Carow Award de la Berlinale.
Son long métrage, Praia do Futuro (2014), est tourné en Allemagne et au Brésil. Le film est sélectionné en compétition officielle pour l'Ours d'Or à la Berlinale de 2014.
Il participe à la réalisation du documentaire Cathedrals of Culture en partenariat Wim Wenders. Le projet du film en 3D est de traiter de l'âme des bâtiments. Karim Aïnouz a choisi de filmer le Centre Pompidou. Le documentaire est projeté à la Berlinale en 2014.
Son long métrage La Vie invisible d'Eurídice Gusmão (A Vida Invisível de Eurídice Gusmão) remporte le prix Un certain regard au Festival de Cannes 2019. Le film est censuré par les autorités brésiliennes.
Il est le demi-frère de la réalisatrice française Kamir Aïnouz.

## Filmographie
Sauf indication contraire, les informations mentionnées dans cette section peuvent être confirmées par la base de données cinématographiques IMDb,  présente dans la section « Liens externes ».

### Réalisateur

#### Courts et moyens métrages
- 1992 : O Presco, vidéo, 19 min
- 1993 : Seams (documentaire), 16 mm, 29 min
- 1994 : Paixão Nacional, drame, 16 mm, 9 min
- 1996 : Hiç Habitat Felicitas, drame, 35 mm, 26 min.
- 1998 : Les Ballons des Bairros, documentaire pour France 3, vidéo, 26 min
- 2000 : Rifa-me, 35 mm, 28 min
- 2004 : Sertão de acrilico azul piscina
- 2011 : Sunny Lane (documentaire) pour la Sharjah Art Foundation (en), Super 8, 12 min
- 2013 : Venise 70 : Future Reloaded, segment O homem que desarmava bombas
- 2014 : Short Plays, segment Brazil coréalisé avec Marcelo Gomes
- 2014 : Cathédrales de la culture (Cathedrals of Culture) (documentaire), segment Centre Pompidou
- 2014 : Domingo coréalisé avec Alejandro Jovic
- 2018 : O sol na cabeça
- 2019 : 30/30 Vision : 3 Decades of Strand Releasing, 1 segment
- 2020 : Missão Perféfone

#### Longs métrages
- 2002 : Madame Satã
- 2006 : Le Ciel de Suely (O Céu de Suely)
- 2009 : Viajo porque Preciso, Volto porque Te Amo, coréalisé avec Marcelo Gomes
- 2011 : La Falaise argentée (O Abismo Prateado)
- 2014 : Praia do Futuro
- 2018 : Central Airport THF (Zentralflughafen THF) (documentaire)
- 2019 : La Vie invisible d'Eurídice Gusmão (A Vida Invisível de Eurídice Gusmão)
- 2020 : Nardjes A. (documentaire)
- 2021 : Marin des montagnes (Marinheiro das Montanhas) (documentaire)
- 2023 : Le Jeu de la reine (Firebrand)
- 2024 : Motel Destino
- Prévu en 2025 : Rosebush Pruning

#### Télévision
- 2008 : Alice (série télévisée)
- 2010 : Alice : um especial em duas partes (mini-série), épisode O primeiro dia do resto da minha vida
- 2015 : Diego Vélasquez ou le réalisme sauvage (documentaire télévisé)

### Scénariste (hormis ses propres réalisations)
- 2002 : Avril brisé (Abril despedaçado) de Walter Salles
- 2005 : Cinéma, aspirine et vautours (en) (Cinema, Aspirinas e Urubus) de Marcelo Gomes
- 2005 : Bahia, ville basse (Cidade Baixa) de Sérgio Machado

### Producteur
- 1993 : Seams (court métrage documentaire) de lui-même
- 2005 : Cinéma, aspirine et vautours (en) (Cinema, Aspirinas e Urubus) de Marcelo Gomes
- 2007 : Tá (court métrage) de Felipe Sholl (en)
- 2008 : Alice (série télévisée) de lui-même

## Distinctions
Sauf indication contraire, les informations mentionnées dans cette section peuvent être confirmées par la base de données cinématographiques IMDb,  présente dans la section « Liens externes ».

### Récompenses
- Festival du film d'Atlanta (en) 1994 : meilleur court métrage pour Seams
- Ann Arbor Film Festival 1997 : meilleur court métrage pour Seams
- Prix de l'Associação Paulista de Críticos de Arte 2002 : meilleur réalisateur pour Madame Satã
- Festival Biarritz Amérique latine 2002 : meilleur réalisateur pour Madame Satã
- Festival international du film de Chicago 2002 : Gold Hugo pour Madame Satã
- Festival international du film de Rio 2006 : meilleur réalisateur et meilleur film pour Le Ciel de Suely
- Festival international du nouveau cinéma latino-américain de La Havane 2006 : prix du Grand Coral pour Le Ciel de Suely
- Festival international du film de Thessalonique 2006 : prix FIPRESCI pour Le Ciel de Suely
- Grande Prêmio do Cinema Brasileiro 2007 : meilleur scénario original pour Cinéma, aspirine et vautours (en)
- Festival international du nouveau cinéma latino-américain de La Havane 2009 : prix du Grand Coral et prix FIPRESCI pour Viajo porque Preciso, Volto porque Te Amo
- Festival international du film de Rio 2009 : meilleur réalisateur pour Viajo porque Preciso, Volto porque Te Amo
- Rencontres Cinémas d'Amérique latine à Toulouse (es) 2010 : grand prix Coup de cœur pour Viajo porque Preciso, Volto porque Te Amo
- Festival international du film de Rio 2011 : meilleur réalisateur pour La Falaise argentée
- Festival international du nouveau cinéma latino-américain de La Havane 2011 : prix du Grand Coral pour La Falaise argentée
- Festival de Cannes 2019 : prix Un certain regard pour La Vie invisible d'Eurídice Gusmão
- Grande Prêmio do Cinema Brasileiro 2020 : meilleur réalisateur pour La Vie invisible d'Eurídice Gusmão

### Nominations
- Grande Prêmio do Cinema Brasileiro 2003 : meilleur réalisateur et meilleur scénario original pour Madame Satã
- Grande Prêmio do Cinema Brasileiro 2007 : meilleur scénario original pour Bahia, ville basse
- Grande Prêmio do Cinema Brasileiro 2008 : meilleur réalisateur pour Le Ciel de Suely
- Grande Prêmio do Cinema Brasileiro 2011 : meilleur réalisateur et meilleur scénario original pour Viajo porque Preciso, Volto porque Te Amo
- Grande Prêmio do Cinema Brasileiro 2015 : meilleur réalisateur pour Praia do Futuro
- Grande Prêmio do Cinema Brasileiro 2020 : meilleur scénario adapté pour La Vie invisible d'Eurídice Gusmão
- Film Independent's Spirit Awards 2020 : meilleur film international (en) pour La Vie invisible d'Eurídice Gusmão

### Sélections
- Festival de Cannes 2002 : Un certain regard pour Madame Satã
- Mostra de Venise 2009 : sélection Horizons pour Viajo porque Preciso, Volto porque Te Amo
- Festival de Cannes 2011 : Quinzaine des réalisateurs pour La Falaise argentée
- Berlinale 2014 : compétition officielle pour Praia do Futuro
- Berlinale 2020 : sélection Panorama pour Nardjes A.[10]
- Festival de Cannes 2021 : séance spéciale, sélection officielle, pour Marin des montagnes[11]
- Festival de Cannes 2023 : compétition officielle pour Le Jeu de la reine
- Festival de Cannes 2024 : compétition officielle pour Motel Destino